# Advocaat van de hanen
Advocaat van de hanen is een Nederlandse film uit 1996 van Gerrit van Elst, met in de hoofdrollen Pierre Bokma en Margo Dames. 
Het scenario van de film is gebaseerd op Deel 4 Advocaat van de hanen  (1990) uit de romancyclus De tandeloze tijd van A.F.Th. van der Heijden. De film heeft als internationale titel Punk Lawyer. De filmopnamen werden opgehouden door boze krakers die dachten dat de dood van kraker Hans Kok het onderwerp van de film was. De film was geen succes en werd na enkele weken uit de roulatie gehaald. 

## Verhaal
Ooit was Ernst Quispel een bevlogen student met linkse ideeën, maar inmiddels is hij advocaat, getrouwd met Zwanet en is woonachtig in een dure buurt. Er is inmiddels een baby en Ernst praat met zijn vader over een gezamenlijke praktijk. Hoewel Ernst nu op weg is naar een glanzende carrière met een modelgezin is hij zijn oude linkse overtuigingen niet vergeten. Het blijft aan hem knagen dat hij zijn oude idealen verloochent en een keer per jaar onderneemt hij een kroegentocht om zijn onvrede te verdrinken. Tijdens zo'n tocht komt hij vast te zitten in de bestorming van een kraakpand door de Mobiele Eenheid (ME). Als Ernst een oude man probeert te redden, wordt hij opgepakt en in de cel gezet met opgepakte krakers. Hij ziet hoe een jonge kraker overlijdt als hem alle medische hulp wordt geweigerd. Kapot van wat hij gezien heeft, gaat Ernst weer terug naar zijn veilige leventje. Hij heeft besloten te zwijgen over wat hij heeft gezien, maar zijn geweten begint te knagen. Als hij de ouders van de dode kraker moet verdedigen, wordt de drang om zich uit te spreken nog sterker. Uiteindelijk legt hij een verklaring af en weet dat hij daarmee ook een streep zet onder zijn carrière, aangezien de autoriteiten niet blij zijn met zijn verhaal. Maar Ernst Quispel voelt zich weer goed, hij wil zelfs zijn inmiddels verstoord geraakte huwelijk weer oppakken. Maar helaas gaat het ook hier mis, aangezien zijn vrouw een verhouding is begonnen met zijn beste vriend. Geschokt door de gebeurtenissen vertrekt Ernst weer naar de kroeg, klaar voor een nieuwe alcoholische tocht.

## Rolverdeling
| Acteur                   | Personage                       |
| ------------------------ | ------------------------------- |
| Pierre Bokma             | Mr. Ernst Quispel               |
| Margo Dames              | Zwanet                          |
| Lisa Hendriks (Bijvoets) | Baby Cynthia                    |
| Jaap Spijkers            | Frank                           |
| Peter Oosthoek           | Quispel Sr.                     |
| Yoka Berretty            | Moeder Quispel                  |
| Roos Ouwehand            | Roxanne                         |
| Marcel Hensema           | Pixley                          |
| André Arend van de Noord | Kraker Kiliaan Noppen           |
| Johan Simons             | Vader Noppen                    |
| Beppie Melissen          | Moeder Noppen                   |
| Daniella Remmers         | Francine                        |
| Titus Muizelaar          | De Moei                         |
| Hans Kesting             | Hanekroot                       |
| Hans Croiset             | Dr. Rollema                     |
| Leo Hogenboom            | hoofdcommissaris van de politie |
| Hans Karsenbarg          | Officier van Justitie           |

## Achtergrond

### Voorgeschiedenis
De roman Advocaat van de hanen kenmerkt zich vooral door het zelfonderzoek van Ernst Quispel. A.F.Th. van der Heijden weet de gedachten van zijn 'held' prachtig te verwoorden, compleet met een waas van drank die de advocaat over zijn zelfkritiek drapeert. Maar woorden zijn geen beelden, en het omzetten van het boek in een film gaf regisseur Gerrit van Elst de nodige hoofdbrekens. Hij was door scenariste Kitty Verrips op het boek gewezen en enthousiast geraakt over de hoofdpersoon. Samen met Verrips maakte hij een eerste opzet, waarin de nadruk wordt gelegd op de schuldgevoelens van Ernst ten opzichte van de dode kraker en zijn vrouw. Daarna bewerkte het duo de merkwaardige tijdsprongen uit het boek tot een meer chronologisch geheel. Veel zijsprongen werden weggelaten, maar de kern bleef gehandhaafd. Het scenario werd voorgelegd aan A.F.Th. van der Heijden zelf, die vond dat de thematiek van het boek was behouden. Verder bemoeide de schrijver zich niet met het scenario.

### Thema's
Zowel in de roman als in de film gaat de film over een man die in een dal zit, ondanks zijn carrière en zijn gezin, is hij niet tevreden met zijn bestaan. Hij kiest dan voor de makkelijke weg door zijn onvrede weg te drinken in zijn jaarlijkse kroegentocht. De dood van de kraker haalt hem uit zijn impasse, dat dit ten koste gaat van zijn carrière en huwelijk lijkt de prijs die Ernst Quispel moet betalen. Hij kan echter weer naar zichzelf in de spiegel kijken is vastbesloten weer wat van zijn leven te maken. Hoewel alcohol een grote rol speelt in de film is het volgens regisseur Van Elst, in een interview aan de Filmkrant (mei 1996) geen thema. Het alcoholistische gedrag is een vlucht uit de realiteit, waarna de dood van de kraker hem weer terugbrengt uit die vlucht. De dood van de kraker is hierbij meer een katalysator dan een thema. Van der Heijden gebruikte de dood van Hans Kok, een kraker die in 1985 stierf in een politiecel na een ontruiming, als achtergrond in zijn boek. Van Elst nam dit gegeven ook over, maar zei in het interview met Filmkrant met nadruk dat de film niet over krakers of ontruimingen gaat. Het verwijt dat de film misbruik zou maken van de herinnering aan Hans Kok ontkende hij dan ook.

### Titel
Advocaat van de hanen, slaat op advocaat  Ernst Quispel die op zeker moment de krakers en hun familie vertegenwoordigt. Veel krakers waren afkomstig uit de punkbeweging en droegen hanenkammen, waarbij hun haar is geschoren in een enkele baan, wat enige gelijkenis met een hanenkam geeft. 'Hanen' werd een geuzennaam voor de krakers.

### Productie
Het totale budget voor de film bedroeg 3 miljoen gulden (1,2 miljoen euro). De opnamen waren niet zonder incidenten. Voor de scènes waar de ontruiming te zien is, werd gefilmd in de Ruyschstraat in Amsterdam. Driehonderd aspirant-politieagenten waren ingehuurd als kraker. De echte kraakbeweging was hierdoor beledigd en was van mening dat de film de geschiedenis van de kraakbeweging in een negatief daglicht plaatste en dat de politie probeerde via de film haar naam te zuiveren in de zaak van Hans Kok. Op zondag 25 juni 1995 werd de set bezet en kreeg producent Matthijs van Heijningen een pamflet met tien eisen voorgelegd die hij in de film moest laten zien. Om te voorkomen dat de opnamen vertraging zouden oplopen ging Van Heijningen akkoord. Een van de eisen was dat de verklaring vlak voor de eindaftiteling te zien is. Regisseur Van Elst was hier ongelukkig mee omdat dit ging lijken op een politieke verklaring van hemzelf.

## Ontvangst
Al bij de voorvertoning van de film op het Filmfestival van Rotterdam was de kritiek negatief en na de première was dit niet veel beter. De film werd oppervlakkig genoemd en miste volgens critici psychologische diepgang. Dick van de Heuvel (De Telegraaf) noemde de spelregie 'hemeltergend', waarbij bepaalde gebeurtenissen er zo dik worden opgelegd dat de kijker ze al lang van tevoren kan zien aankomen. Het publiek bleef weg uit de bioscoop (3.286 bezoekers) en de film verdween na enkele weken geruisloos uit de theaters. 

## Prijzen en nominaties
In 1996 kreeg de film een nominatie voor een Gouden Kalf in de categorie: Beste Film. De nominatie werd niet verzilverd.